# 雀斑鯙
雀斑鯙，又稱雀斑海鱔，為輻鰭魚綱鰻鱺目鯙亞目鯙科的其中一種，分布於東太平洋區，從加利福尼亞灣至秘魯海域，棲息深度5-25公尺，體長可達61公分，為底棲性魚類，生活在淺水的礁石區，屬肉食性，夜間覓食，以魚類、甲殼類等為食，可做為食用魚。

## 擴展閱讀
維基物種上的相關：雀斑鯙